# Sports Illustrated
Sports Illustrated (SI) là một tạp chí thể thao của Mỹ thuộc sở hữu của Authentic Brands Group và được Meredith Corporation xuất bản. Xuất bản lần đầu vào tháng 8 năm 1954, nó có hơn 3 triệu người đăng ký và được 23 triệu người đọc mỗi tuần, trong đó có hơn 18 triệu đàn ông.
Đây là tạp chí đầu tiên với ấn bản hơn một triệu đã giành Giải thưởng Tạp chí Quốc gia về Xuất sắc nói chung hai lần. Nó cũng được biết đến với phiên bản áo tắm hàng năm, được xuất bản từ năm 1964, và đã sinh ra các tác phẩm và sản phẩm truyền thông bổ sung khác.

## Lịch sử
Có hai tạp chí có tên Sports Illustrated trước khi tạp chí hiện tại bắt đầu vào ngày 16 tháng 8 năm 1954. Năm 1936, Stuart Scheftel đã tạo ra Sports Illustrated với thị trường mục tiêu cho người chơi thể thao. Ông đã xuất bản tạp chí từ 1936 đến 1938 trên cơ sở hàng tháng. Tạp chí có kích thước tạp chí cuộc sống và tập trung vào golf, tennis và trượt tuyết với các bài viết về các môn thể thao chính. Sau đó, ông đã bán tên cho Dell Publications, phát hành Sports Illustrated vào năm 1949 và phiên bản này đã kéo dài sáu vấn đề trước khi đóng cửa. Phiên bản của Dell tập trung vào các môn thể thao lớn (bóng chày, bóng rổ, đấm bốc) và thi đấu trên các kệ tạp chí chống lại Sport và các tạp chí thể thao hàng tháng khác. Trong những năm 1940, các tạp chí này là hàng tháng và chúng không bao gồm các sự kiện hiện tại vì lịch trình sản xuất. Không có tạp chí thể thao hàng tuần, cơ sở lớn, chung chung với các sự kiện quốc gia về các sự kiện hoạt động thực tế. Đó là lúc đó, biên tập viên trưởng tạp chí Time Henry Luce bắt đầu xem xét liệu công ty của mình có nên cố gắng lấp đầy khoảng trống đó hay không. Vào thời điểm đó, nhiều người tin rằng thể thao nằm dưới sự chú ý của báo chí nghiêm túc và không nghĩ rằng tin tức thể thao có thể lấp đầy một tạp chí hàng tuần, đặc biệt là trong mùa đông. Một số cố vấn cho Luce, bao gồm Ernest Havemann của tạp chí Life, đã cố gắng giết chết ý tưởng, nhưng Luce, người không phải là một người hâm mộ thể thao, đã quyết định thời gian là đúng.
Mục tiêu của tạp chí mới về cơ bản là một tạp chí, nhưng với thể thao. Nhiều người ở Time-Life chế giễu ý tưởng của Luce; trong tiểu sử Pulitzer Prize của mình, Luce và Đế chế của ông, WA Swanberg đã viết rằng trí thức của công ty đã đề xuất tên tạp chí mới là "Muscle", "Jockstrap" và "Sweat Socks". Ra mắt vào ngày 16 tháng 8 năm 1954, nó không sinh lãi (và sẽ không lãi trong 12 năm)  và ban đầu không chạy tốt lắm, nhưng thời điểm của Luce rất tốt. Sự phổ biến của các môn thể thao khán giả ở Hoa Kỳ sắp bùng nổ, và sự phổ biến đó được thúc đẩy chủ yếu bởi ba điều: sự thịnh vượng kinh tế, truyền hình và Sports Illustrated.

### Trích dẫn
1. ↑  "New Sports Illustrated Photography Director: Brad Smith". nppa.org. ngày 28 tháng 2 năm 2013. Lưu trữ bản gốc ngày 20 tháng 6 năm 2017. Truy cập ngày 26 tháng 4 năm 2018.
2. ↑  "Consumer Magazines". Alliance for Audited Media. Lưu trữ bản gốc ngày 18 tháng 4 năm 2014. Truy cập ngày 10 tháng 2 năm 2014.
3. ↑  Plunkett, Jack W. (2006). Plunkett's Sports Industry Almanac 2007. Plunkett Research, Ltd. ISBN 1593924151.
4. ↑  French, Alex (ngày 9 tháng 8 năm 2013). "The Very First Issues of 19 Famous Magazines". Mental Floss. London, England: Dennis Publishing. Lưu trữ bản gốc ngày 10 tháng 8 năm 2013. Truy cập ngày 10 tháng 8 năm 2015.
5. ↑  (MacCambridge 1997).
6. ↑  "Henry Luce and Time-Life's America: A Vision of Empire". American Masters, ngày 28 tháng 4 năm 2004.
7. ↑  MacCambridge, Michael (1998). The Franchise: A History of Sports Illustrated Magazine. Hyperion. ISBN 9780786883578. Lưu trữ bản gốc ngày 2 tháng 2 năm 2017.